# Swythamley Hall
Swythamley Hall é um palácio rural, de finais do século XVIII,  localizado nas proximidades de Leek, no Staffordshire, Inglaterra, que foi convertido em quatro residências separadas. É um listed building classificado com o Grau II.

## História
O solar de Swythamley passou a pertencer à Coroa depois da dissolução da Abadia de Dieuclacres e, a partir de então, teve vários proprietários. Em 1654, foi adquirido pela família Trafford (que tinha o solar adjacente de Heaton). Os Trafford substituiram o velho solar (registado em 1666 como tributável por oito lareiras) por um novo palácio, por volta de 1690. A família permaneceu na residência até que Edward Trafford Nicholls (Alto Xerife de Staffordshire em 1818) vendeu a propriedade ao Baronete Sir Philip Brocklehurst, em 1832.
Durante o século XIX, os Brocklehurst ampliaram e melhoraram o palácio consideravelmente, incluindo novas alas e um portal de dois pisos para a frente de entrada oeste.
Aquando da morte do 2º Baronete, ocorrida em 1975, o seu herdeiro, e sobrinho-neto, vendeu o edifício e dividiu a propriedade. Durante dez anos, o palácio foi ocupado por um centro de treino de meditação transcendental, até 1987, quando foi vendido para requalificação residencial. A cocheira, igualmente classifcada com o Grau II, também foi convertida numa residência, neste caso única.